# 12469 Кацуура
12469 Кацуура (12469 Katsuura) — астероїд головного поясу, відкритий 9 січня 1997 року.
Тіссеранів параметр щодо Юпітера — 3,591.